# Sân bay quốc tế Chlef
Sân bay quốc tế Chlef (IATA: CFK, ICAO: DAOI), cũng gọi là Aboubakr Belkaid, là một sân bay gần Chlef, Algérie.

## Các hãng hàng không và các điểm đến
- Aigle Azur (Marseille, Lyon, Paris-Orly)
- Air Algérie (Algiers, Constantine, Luxembourg, Marseille, Oran)